# Mordechai ben Hillel
Mordechai ben Hillel (Hebräisch: המָּרְדֳּכַי“ ,רבי מרדכי בן הלל הכהן„, geboren um 1250; ermordet am 1. August 1298 in Nürnberg) war ein deutscher Rabbiner des 13. Jahrhunderts und autoritativer Dezisor. Er war die maßgebende Autorität für aschkenasische Juden im späten Mittelalter. Sein wichtigster juristischer Kommentar zum Talmud, der als „das Mordechai“ bezeichnet wird, ist eine der Quellen des Schulchan Aruch. Mordechai ben Hillel starb den Märtyrertod während der Rintfleisch-Pogrome im Jahr 1298.

## Biographie
Über Mordechais frühes Leben ist wenig bekannt. Er gehörte zu einer der prominentesten Gelehrtenfamilien in Deutschland: sein Großvater mütterlicherseits, Hillel war ein Enkel von Elieser ben Joel HaLevi, der ein Enkel von Elieser ben Nathan aus Mainz war. Mordechai war auch ein Verwandter von Rabbi Asher ben Jehiel und Schwiegersohn von Rabbi Yechiel von Paris. Er war verheiratet mit Zelda, mit der er fünf Kinder hatte.
Sein Hauptlehrer war Rabbi Meir von Rothenburg; außerdem lernte er von Rabejnu Peretz, Ephraim ben Nathan, Abraham ben Baruch (Meir von Rothenburgs Bruder) und Dan Aschkenazi. Neben seinen Kenntnissen des Talmuds und der Halacha war Mordechai auch ein Experte der hebräischen Grammatik.
Um 1291 zog die Familie nach Goslar. Doch das dortige Wohnrecht wurde ihm von einem gewissen Moses Tako (nicht zu verwechseln mit Mosche Taku) bestritten. Der Prozess wurde mit solcher Bitterkeit geführt, dass Mordechai, obwohl zu seinen Gunsten entschieden wurde, Goslar verließ und sich in Nürnberg niederließ. In den nächsten sieben Jahren betrieb er dort eine Jeschiwa, die Studenten aus ganz Europa anzog. Der Mordechai wurde zusammen mit seiner Frau und seinen Kindern bei den Rintfleisch-Massakern ermordet.

## Werke
Magnum opus
Das wichtigste Werk von Mordechai wird nach seinem Autor das Mordechai genannt und ist ein herausragendes halachisches Werk, das große Autorität erlangte und eine der Quellen des Schulchan Aruch von Joseph Caro wurde. Seit der Soncino-Ausgabe von 1482 wurde es auch als Anhang zum Talmud gedruckt.
Das Werk ist als eine Zusammenstellung von bestehendem halachischem Material geschrieben und liefert sowohl bindende gesetzliche Entscheidungen als auch Quellen und Begründungen dieser Entscheidungen. Mordechais Kenntnis der halachischen Literatur war immens. Er zitiert Werke sowie schriftliche und mündliche Responsen von etwa 350 Autoritäten. Er beruft sich häufig auf seinen Lehrer Rabbi Meir von Rothenburg und stärkt oft die Meinung der Tosafisten (Baalej Tosafot), deren letzte zu seinen Lehrern zählten.
Die aschkenasischen Autoritäten, wie auch die in Italien, waren große Bewunderer von Mordechai und erkannten seine Autorität als eine Quelle der Halacha an. Moses Isserles lehrte Mordechais Buch in seiner Jeschiwa und viele seiner Responsa gehen auf schwierige Passagen in Mordechais Buch ein. Mordechais Werk wurde so hoch geschätzt, dass es zu einer der Quellen von Schulchan Aruch von Joseph Caro wurde. In Italien und Polen, wo das Mordechai besonders studiert wurde, ist eine ganze Mordechai-Literatur entstanden.
Das Mordechai wird in zwei Formen veröffentlicht: als Glossen zu Alfasis „Halachot“ in verschiedenen Manuskripten, und als halachischer Anhang zum Talmud – der Standard in heutigen Talmud-Ausgaben. Wie frühe Kritiker feststellten, wurde das Mordechai nicht in seiner endgültigen Form von Mordechai ben Hillel herausgegeben. Er sammelte das Material, aber das Werk wurde von seinen Schülern zusammengestellt und veröffentlicht, teilweise zu seinen Lebzeiten und teilweise nach seinem Tod.
So gab es innerhalb von zwei Generationen nach Mordechais Tod zwei unterschiedliche Versionen seines Werkes, die jeweils als „rheinische“ (verbreitet vor allem am Rhein, in Frankreich, Italien und Ostdeutschland) und „österreichische“ Version (verbreitet vor allem in Steiermark, Böhmen, Mähren und Ungarn) bezeichnet werden. Diese beiden Versionen sind aufgrund ihrer unterschiedlichen Länge auch als „Kurzes Mordechai“ (מרדכי הקצר Mordechai haKetzar) und „Langes Mordechai“ (הארוך מרדכי Mordechai ha'Aroch) bekannt. Während das österreichische Mordechai anscheinend die ursprüngliche Form des Werkes ist, wurde die rheinische Version auf ca. ein Drittel des Volumens gekürzt, dabei wurden die meisten Referenzen und Zitate entfernt. Zudem werden in der rheinischen Version vorwiegend Meinungen rheinländischer und französischer Rabbiner erwähnt, während in der österreichischen Version österreichische Autoritäten stärker vertreten sind. Die im Talmud veröffentlichte Version ist die rheinische mit Glossen von Rabbi Samuel ben Aaron von Schlettstadt aus dem österreichischen Mordechai.
Andere Werke
Mordechai war Autor von zahlreichen Responsen – diese sind jedoch nicht erhalten, sondern werden in anderen Werken und Responsen zitiert.
Er ist Autor eines gereimten Traktates über Gesetzte der Schchita und Fleischkaschrut. (Hilchot Schechitah u. Bedikah we-Hilchot Issur we-Heter) und einiger Slichot (auf den Märtyrertod von Juden in Sinzig und den Märtyrertod eines Proselyten).

## Webverweise
- Mordechai b. Hillel b. Hillel, jewishencyclopedia.com
- Rabbi Mordechai Ben Hilel Ashkenazi (circa 4010-5058; 1250-1298), chabad.org

| Personendaten    | Personendaten         |
| ---------------- | --------------------- |
| NAME             | Hillel, Mordechai ben |
| KURZBESCHREIBUNG | deutscher Rabbiner    |
| GEBURTSDATUM     | um 1250               |
| STERBEDATUM      | 1. August 1298        |
| STERBEORT        | Nürnberg              |